# Caproni Ca.311
Капроні Ca.311 (італ. Caproni Ca.311) — італійський двомоторний розвідник і легкий бомбардувальник розроблений компанією Caproni для заміни розвідника Ro.37. Розроблений на базі Caproni Ca.310 новий літак мав посередні льотні характеристики, але потреба в літаку була високою і він виготовлявся в порівняно великих кількостях.

## Історія створення

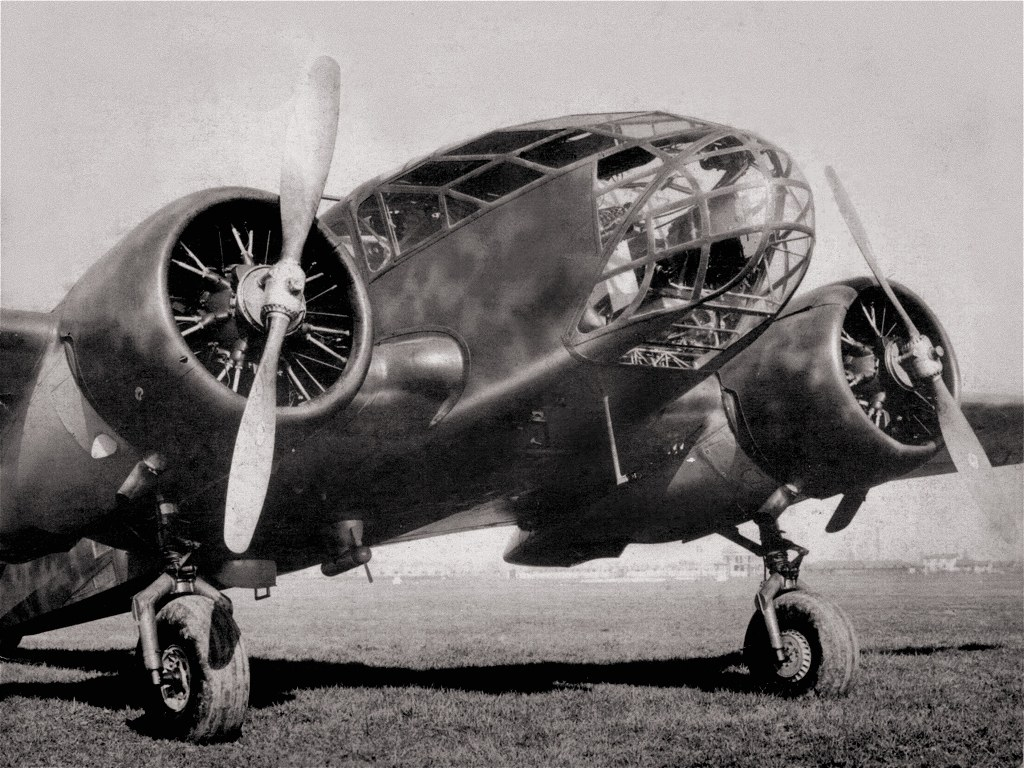
Огляд з кабіни Ca.311 робив його гарним розвідувальним літаком.

Двомоторний Ca.310bis продемонстрував себе як непоганий розвідник і в цілому перспективний літак, тому командування Regia Aeronautica ініціалізувало розробку спеціалізованого літака для підтримки взаємодії військ замість застарілих біпланів Ro.37. Як і попередник Ca.311 був низькопланом змішаної конструкції і в цілому повторював схему Ca.310, але мав додаткове радіо обладнання і змінене озброєння. Маса літака зросла, а оскільки двигуни Piaggio P.VII С35 залишились такими самими, то новий літак на тестових польотах, які почались 1 квітня 1939 року, показав гірші льотні характеристики аніж попередник. Проте потреба в такому літаку була високою і армія все ж замовила 125 літаків, а загалом було виготовлено 334 Ca.311.
На основі Ca.311 доволі швидко було сконструйовано модифікації Ca.313 і Ca.314, які маючи кращу силову установку демонстрували високі льотні характеристики.

## Основні модифікації
- Ca.311 — оснащувався двигунами Piaggio P.VII С35 потужністю 470 к.с. Озброєння: один 7,7 мм курсовий кулемет в лівому крилі і по одному 7,7 мм кулемету в верхній турелі і нижньому вікну. Маса бомбового навантаження — 400 кг. Екіпаж — 3 осіб. Виготовлявся з серпня 1939 року по лютий 1941 року. (335 екз.)
  - Ca.311M — модифікація з меншим заскленням кабіни.

## Тактико-технічні характеристики

### Технічні характеристики
- Довжина: 11,74 м
- Висота: 3,69 м
- Розмах крила: 16,2 м
- Площа крила: 38,4 м ²
- Маса порожнього: 3460 кг
- Максимальна злітна маса: 4822 кг
- Двигун: 2 × Piaggio P.VII C35
- Потужність: 2 × 470 к. с.

### Льотні характеристики
- Максимальна швидкість: 359 км/год
- Практична дальність: 1600 км
- Практична стеля: 7400 м

## Історія використання

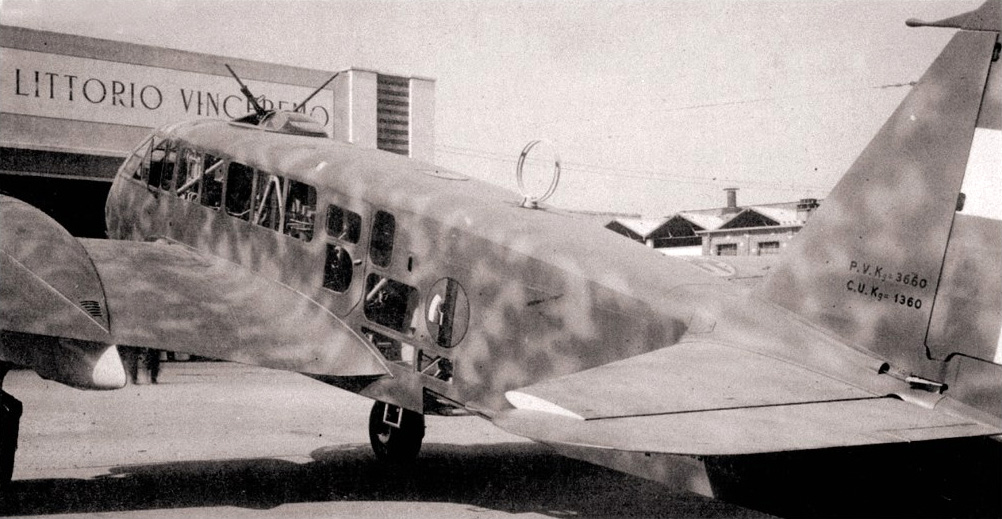
Італійський зв'язковий Ca.311

Першими Ca.311 отримали групи взаємодії з армією на весні 1940 року, і вже з італійським наступом на Францію почали активно використовуватись. Після капітуляції Франції основним районом бойових дій стала Північна Африка, куди Ca.311 надійшли в другій половині 1940 року. До кінця року ними було повністю укомплектовано 5 груп. Основним типом завдань для літаків були розвідувальні і координації військ, але вони також залучались і до бомбардувань.
На Балканах Ca.311 виконували протипартизанські місії, успішно виконуючи розвідку противника і наступне бомбардування цілей. Також Ca.311 використовувались в німецько-радянській війні. В серпні 1941 року на східний фронт було перекинута 61-а група, яка була замінена 71-ю весною наступного року. В квітні 1943 року всі Ca.311 були повернені в Італію.
15 Ca.311 замовила Югославія, але до німецької окупації було доставлено тільки 5 машин, решту було передано Хорватії, яка використовувала їх проти партизанів.